# TEO
Juryj Vaščuk bělorusky Юрый Вашчук (* 24. ledna 1983 Chidry, Bělorusko), také známý pod pseudonymem TEO, je běloruský zpěvák.
V květnu 2014 reprezentoval Bělorusko na Eurovision Song Contest 2014 s písní Cheesecake. Obsadil 16. místo.

## Biografie
Narodil se 24. ledna 1983 ve vesnici Chidry v Bělorusku.
V dětství se učil na akordeon, v útlém věku zvítězil v talentové soutěži Proleski. Později se zúčastnil televizního projektu Zornaja rostaň a v pětadvaceti letech dostudoval hudební konzervatoř. V roce 2009 se zúčastnil běloruského kola do Eurovize, v duetu s Annou Blagovou však neprošel skrz semifinále. V květnu 2014 reprezentoval Bělorusko na Eurovizi v Kodani, kde obsadil 16. místo s počtem 43 bodů. Zůstává tak druhým nejúspěšnějším běloruským účastníkem.